# Odra
Odra (nemško Oder) je reka v srednji Evropi. Izvira na Moravskem (Češka) in teče po zahodni Poljski, kasneje pa tvori 187 km dolgo državno mejo med Poljsko in Nemčijo (ki do njenega izliva vanjo poteka po Lužiški Nisi) in se v treh rokavih (Dziwna, Świna in Peene) izliva v Baltik.

## Geografija
Skupna dolžina Odre je 854 km, 112 na Češkem, 742 na Poljskem (vštevši 187 na meji med Nemčijo in Poljsko) in je druga najdaljša reka na Poljskem (za reko Vislo). Porečje obsega 118.861 kvadratnih kilometrov, od tega je 89 % (106.056) na Poljskem (89 %), 7.217 na Češkem (6 %) in 5,587 v Nemčiji (5 %). Kanali jo povezujejo z rekami Havel, Spree, Visla in Kłodnica. Glavni pritoki so Klodska Nisa, Barycz, Bóbr, Lužiška Nisa in Warta. 
Največja mesta ob reki so Ostrava, Vroclav in Ščečin.

## Mesta
- Ostrava
- Opole
- Wrocław
- Frankfurt na Odri
- Szczecin
- Police (Poljska)